# Country Boogie
Der Begriff Country Boogie, auch als Hillbilly Boogie bekannt, bezeichnet einen Musikstil aus Nordamerika. Der Country Boogie ist der Country-Musik untergeordnet und war vor allem in den 1940er- und frühen 1950er-Jahren populär. Der Stil ist eine Synthese aus traditioneller Country-Musik und dem Boogie Woogie, einer Musikrichtung, die vor allem vor dem Zweiten Weltkrieg in der Jazz- und Populärmusik verbreitet war.
Country Boogie war wie der Western Swing eine tanzbare Form des Country. Fast jeder Country-Musiker hatte während des Popularitätshöhepunktes dieses Stils mindestens einen Country Boogie im Programm. Als exemplarisch für den Country Boogie gelten der Shot Gun Boogie von Tennessee Ernie Ford, der Guitar Boogie von Arthur „Guitar Boogie“ Smith oder der Hillbilly Boogie der Delmore Brothers.

## Geschichte

### Grundlagen
Der erste Boogie-Woogie-Song wurde 1928 von dem Chicagoer Pianisten Clarence ‚Pinetop‘ Smith unter dem simplen Namen Boogie Woogie aufgenommen. Durch den Erfolg der Platte wurde diese neue Stilrichtung schnell als „Boogie Woogie“ bekannt. Ihn kennzeichneten ein schnelles Klavier mit starkem Bass in der linken Hand und Soli in der rechten Hand; außerdem lag dem Boogie Woogie ein acht-taktiges Schema zugrunde.
1938 coverte der Big-Band-Dirigent Tommy Dorsey den Song und belebte den Boogie Woogie dadurch neu. In den späten 1930er-Jahren wurden so Künstler wie Albert Ammons und Meade Lux Lewis bekannt.

### Erste Aufnahmen
Der Old-Time/Country-Musiker Johnny Barfield (1909–1974) machte am 21. August 1939 die erste Aufnahme mit Boogie-Woogie-Elementen. Der Song Boogie Woogie war ein Remake des Hits von 1929, handelte aber von der Decatur Street in Atlanta, Georgia (dem Rotlichtviertel der Stadt), und basierte auf einem achttaktigen Akkord-Schema. Lediglich die Instrumentierung – Barfield begleitete sich selbst auf der Gitarre – wich neben dem Text von Pine Top Slims Version ab. Veröffentlicht im Herbst 1939 auf Bluebird Records, wurde die Platte schnell zu einem Erfolg in den Jukeboxen. Im Februar 1940 wurde Barfield erneut ins Studio eingeladen, wo er The New 'Boogie Woogie einspielte.

### „Goldene Ära“ und Abklang
Aber erst ab 1945 konnten Country-Songs mit Boogie-Woogie-Elementen nationale Bekanntheit dauerhaft erreichen. Die Delmore Brothers, in den 1930er-Jahren stark am Blues orientiert, nahmen ab Mitte der 1940er-Jahre für King Records zahlreiche Country Boogie auf, der erste davon Hillbilly Boogie. Sie erweiterten ihre Band dabei um Kontrabass, Fiddle, elektrische Gitarren, Steel Guitar und Mundharmonika, die durchgehend von Wayne Raney gespielt wurde.
Arthur Smith nahm, ebenfalls 1945, zusammen mit seiner Band The Crackerjacks das Instrumental-Stück Guitar Boogie auf, das, erst 1948 auf MGM Records veröffentlicht, den ersten Platz der neuen Country-Charts erreichte und sich auch in den Pop-Charts platzieren konnte.
Die Popularität des Country Boogie erhöhte sich in dieser Zeit stark und etablierte wie auch neue Künstler verzeichneten Erfolge damit. Die Delmore Brothers hatten mit Songs wie Jack and Jill Boogie, Pan American Boogie und ihrem Nummer-eins-Hit von 1951 Blues Stay Away from Me weitere Erfolge, Red Foley nahm mit Songs wie Chattanoogie Shoe Shine Boy und Tennessee Saturday Night Country Boogies auf und auch Pianist Moon Mullican feierte mit seinem Cherokee Boogie Erfolge.
Bis in die 1950er-Jahre hinein behielt der Country Boogie seine Popularität innerhalb der Country-Szene bei. Mit der Entwicklung des Rockabilly ab 1953/1954 verlor der Stil jedoch an Popularität und löste sich später ganz im Rockabilly auf. Craig Morrison beschrieb in seinem Buch Go Cat Go! daher den Country Boogie als einen „Vorläufer“ des Rockabilly und als den „Rockabilly einer früheren Generation“.